# Nueil-sur-Layon
Nueil-sur-Layon és un municipi francès situat al departament de Maine i Loira i a la regió de País del Loira. L'any 2007 tenia 1.282 habitants.

## Demografia

### Població
El 2007 la població de fet de Nueil-sur-Layon era de 1.282 persones. Hi havia 509 famílies de les quals 130 eren unipersonals (67 homes vivint sols i 63 dones vivint soles), 197 parelles sense fills, 162 parelles amb fills i 20 famílies monoparentals amb fills.
La població ha evolucionat segons el següent gràfic:
Habitants censats

### Habitatges
El 2007 hi havia 641 habitatges, 509 eren l'habitatge principal de la família, 67 eren segones residències i 65 estaven desocupats. 605 eren cases i 33 eren apartaments. Dels 509 habitatges principals, 389 estaven ocupats pels seus propietaris, 110 estaven llogats i ocupats pels llogaters i 9 estaven cedits a títol gratuït; 2 tenien una cambra, 26 en tenien dues, 71 en tenien tres, 118 en tenien quatre i 292 en tenien cinc o més. 414 habitatges disposaven pel capbaix d'una plaça de pàrquing. A 287 habitatges hi havia un automòbil i a 178 n'hi havia dos o més.

### Piràmide de població
La piràmide de població per edats i sexe el 2009 era:
| Homes | Edats   | Dones |
| ----- | ------- | ----- |
| 0     | 95 o +  | 0     |
| 12    | 90 a 94 | 12    |
| 0     | 85 a 89 | 8     |
| 16    | 80 a 84 | 28    |
| 36    | 75 a 79 | 36    |
| 28    | 70 a 74 | 40    |
| 40    | 65 a 69 | 32    |
| 20    | 60 a 64 | 44    |
| 64    | 55 a 59 | 36    |
| 56    | 50 a 54 | 52    |
| 44    | 45 a 49 | 48    |
| 60    | 40 a 44 | 36    |
| 28    | 35 a 39 | 44    |
| 44    | 30 a 34 | 32    |
| 36    | 25 a 29 | 24    |
| 24    | 20 a 24 | 48    |
| 44    | 15 a 19 | 40    |
| 52    | 10 a 14 | 64    |
| 44    | 5 a 9   | 16    |
| 28    | 0 a 4   | 28    |

## Economia
El 2007 la població en edat de treballar era de 771 persones, 557 eren actives i 214 eren inactives. De les 557 persones actives 505 estaven ocupades (293 homes i 212 dones) i 51 estaven aturades (16 homes i 35 dones). De les 214 persones inactives 73 estaven jubilades, 61 estaven estudiant i 80 estaven classificades com a «altres inactius».

### Ingressos
El 2009 a Nueil-sur-Layon hi havia 561 unitats fiscals que integraven 1.320 persones, la mediana anual d'ingressos fiscals per persona era de 14.177 €.

### Activitats econòmiques
Dels 57  establiments que hi havia el 2007, 2 eren d'empreses alimentàries, 3 d'empreses de fabricació d'altres productes industrials, 14 d'empreses de construcció, 9 d'empreses de comerç i reparació d'automòbils, 2 d'empreses de transport, 5 d'empreses d'hostatgeria i restauració, 1 d'una empresa financera, 5 d'empreses immobiliàries, 6 d'empreses de serveis, 7 d'entitats de l'administració pública i 3 d'empreses classificades com a «altres activitats de serveis».
Dels 21 establiments de servei als particulars que hi havia el 2009, 1 era una oficina de correu, 1 una oficina bancària, 2 tallers de reparació d'automòbils i de material agrícola, 4 paletes, 1 guixaire pintor, 1 fusteria, 3 lampisteries, 4 electricistes, 3 perruqueries i 1 restaurant.
Dels 3 establiments comercials que hi havia el 2009, 1 era una botiga de més de 120 m², 1 una fleca i 1 un drogueria.
L'any 2000 a Nueil-sur-Layon hi havia 82 explotacions agrícoles que ocupaven un total de 3.960 hectàrees.

## Equipaments sanitaris i escolars
L'únic equipament sanitari que hi havia el 2009 era una farmàcia.
El 2009 hi havia 2 escoles elementals.

## Poblacions més properes
El següent diagrama mostra les poblacions més properes.